# 237 (tal)
237 är det naturliga talet som följer 236 och som följs av 238.

## Inom vetenskapen
- 237 Coelestina, en asteroid.

## Inom matematiken
- 237 är ett udda tal.
- 237 är ett semiprimtal